# Ярі Літманен

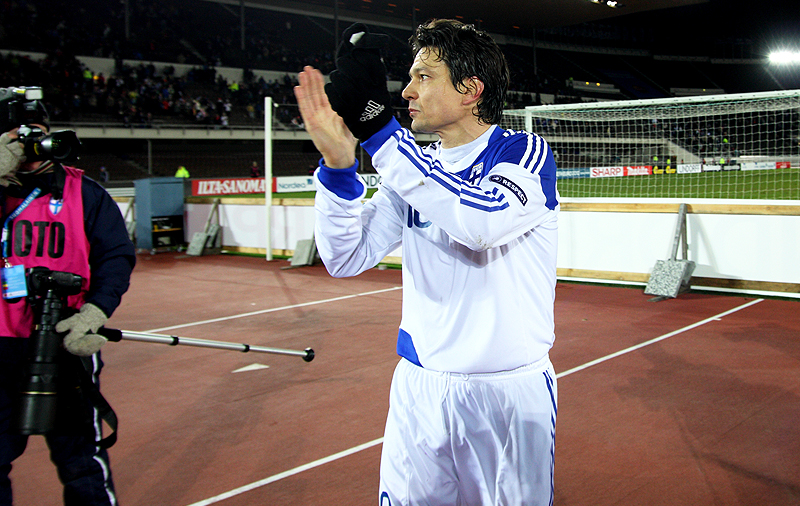
Ярі Літманен після матчу Фінляндія — Сан-Марино

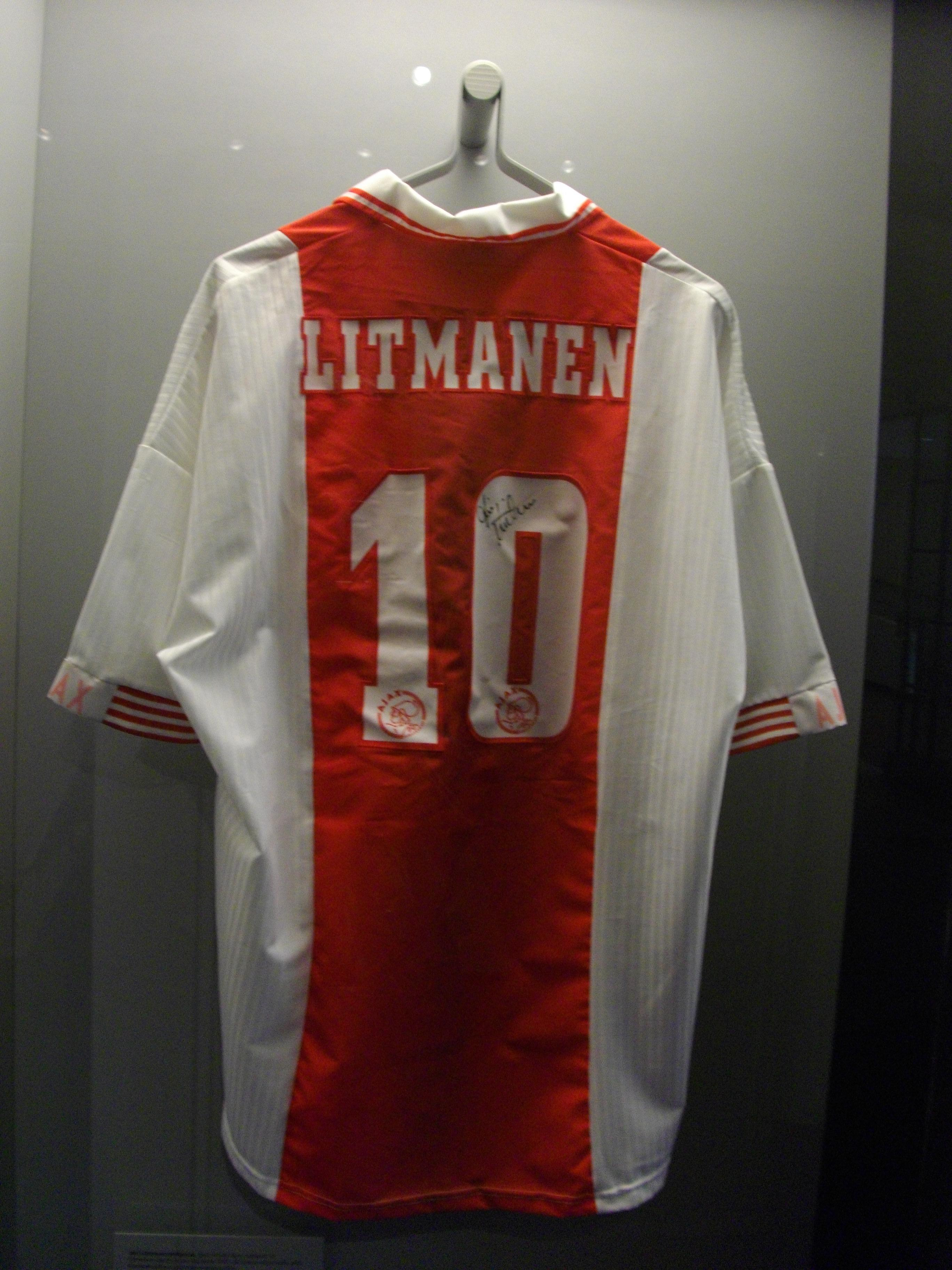
Футболка Ярі Літманена у складі «Аяксу» у Музеї спорту Фінляндії

Ярі Літманен (фін. Jari Litmanen, нар. 20 лютого 1971, Лахті) — фінський футболіст, півзахисник, нападник. Рекордсмен національної збірної Фінляндії за кількістю проведених в її складі матчів та другий — за кількістю забитих голів.
Лауреат Ювілейної нагороди УЄФА як найвидатніший фінський футболіст 50-річчя (1954—2003).

## Клубна кар'єра
Народився 20 лютого 1971 року в місті Лахті. Вихованець футбольної школи клубу «Рейпас Лахті». Дорослу футбольну кар'єру розпочав 1987 року в основній команді того ж клубу, в якій провів три сезони, взявши участь у 86 матчах чемпіонату.
Згодом з 1991 до 1992 року грав у складі команд клубів «ГІК» та «МюПа».
Своєю грою за останню команду привернув увагу представників тренерського штабу клубу «Аякс», до складу якого приєднався у 1992 році. Відіграв за команду з Амстердама наступні сім сезонів своєї ігрової кар'єри. Більшість часу, проведеного у складі «Аякса», був гравцем основного складу команди. У складі «Аякса» був одним з головних бомбардирів команди, маючи середню результативність на рівні 0,57 голу за гру першості. За цей час чотири рази виборював титул чемпіона Нідерландів, ставав володарем Кубка Нідерландів (тричі), переможцем Ліги чемпіонів УЄФА, володарем Міжконтинентального кубка, володарем Суперкубка УЄФА.
Протягом 1999—2010 років захищав кольори клубів «Барселона», «Ліверпуль», «Аякс», «Ганза», «Мальме», «Фулхем» та «Лахті». Протягом цих років додав до переліку своїх трофеїв титул володаря Кубка Англії, ставав володарем Кубка англійської ліги, володарем Суперкубка Англії з футболу, володарем Кубка УЄФА, володарем Суперкубка УЄФА.
Завершив професійну ігрову кар'єру у клубі «ГІК», виграв титул чемпіона Фінляндії. Увійшов до складу команди 2011 року, захищав її кольори до припинення виступів на професійному рівні у 2012 році.

## Виступи за збірну
У 1989 році дебютував в офіційних матчах у складі національної збірної Фінляндії. Протягом кар'єри у національній команді, яка тривала 22 роки, провів у формі головної команди країни 137 матчів, забивши 32 голи. Є рекордсменом збірної Фінляндії за кількістю проведених в її складі матчів та другим — за кількістю забитих голів.

## Титули і досягнення

### Командні
- Чемпіон Фінляндії (1):

«ГІК»: 2011
- Володар Кубка Фінляндії (2):

«МюПа»: 1992
«ГІК»: 2011
- Чемпіон Нідерландів (4):

«Аякс»: 1993–94, 1994–95, 1995–96, 1997–98
- Володар Кубка Нідерландів (3):

«Аякс»: 1992–93, 1997–98, 1998–99
- Володар Суперкубка Нідерландів (3):

«Аякс»: 1993, 1994, 1995
- Володар Кубка Англії (1):

«Ліверпуль»: 2000–01
- Володар Кубка англійської ліги (1):

«Ліверпуль»: 2000–01
- Володар Суперкубка Англії з футболу (1):

«Ліверпуль»: 2001
- Переможець Ліги чемпіонів УЄФА (1):

«Аякс»: 1994–95
- Володар Кубка УЄФА (1):

«Ліверпуль»: 2000–01
- Володар Міжконтинентального кубка (1):

«Аякс»: 1995
- Володар Суперкубка УЄФА (2):

«Аякс»: 1995
«Ліверпуль»: 2001

### Особисті
1988 — Найкращий молодий футболіст року в Фінляндії
1990, 1992, 1993, 1994, 1995, 1996, 1997, 1998, 2000 — Гравець року в Фінляндії
1993 — Футболіст року в Нідерландах
1993–94 (26 голів) — Найкращий бомбардир чемпіонату Нідерландів з футболу
1994–95, 1995–96 — Центральний півзахисник команди року за версією European Sports Media
1995–96 (9 голів) — Найкращий бомбардир Ліги чемпіонів УЄФА
2004 — Найвидатніший фінський футболіст 50-річчя (1954—2003)